# Conto vendita
Il conto vendita è un sistema che consiste nell'affidamento a qualcuno di cose al fine di porle in vendita. Questo sistema è usato, nei rapporti tra produttore o distributore e venditore, quando quest'ultimo accetta di mettere il proprio spazio a disposizione per i prodotti da assumere in "conto vendita" per conto di questi, evitando, non acquistandoli direttamente, il rischio di invenduto. 